# Tallahassee Tiger Sharks
Die Tallahassee Tiger Sharks waren ein US-amerikanisches Eishockeyfranchise aus Tallahassee, Florida, das von 1994 bis 2001 in der East Coast Hockey League spielte. Ihre Heimspiele trugen die Tiger Sharks im Leon County Civic Center aus.

## Geschichte
Das Franchise wurde im Jahr 1994 als Nachfolgeteam der nach Tallahassee umgezogenen Huntsville Blast gegründet und nahm seinen Spielbetrieb in der East Coast Hockey League auf. Der erste Cheftrainer wurde Terry Christensen. In ihrer ersten Saison qualifizierte sich die Mannschaft für die Play-offs. In den ersten beiden Runden gelangen durch Erfolge gegen Hampton Roads Admirals und Birmingham Bulls der Einzug in die Halbfinals. In fünf Partien unterlag das Team knapp gegen die Richmond Renegades und verfehlte die Qualifikation für die Finalspiele um den Riley Cup. In der folgenden Saison schaffte die Mannschaft mit einer Bilanz von 42 Siegen und 22 Niederlagen den Einzug in die Endrunde, die 90 erspielten Punkte in der regulären Saison stellten zudem einen Franchise-Rekord auf. 
Wieder scheiterten die Tigers Sharks in der dritten Runde, diesmal in vier Spielen gegen die Charlotte Checkers. In der Spielzeit 1996/97 gelang zum dritten Mal in Folge die Qualifikation für die Play-offs. Im Gegensatz zu den ersten beiden Teilnahmen blieb die Mannschaft bereits in der ersten Runde auf der Strecke und verlor in drei Partien gegen die Pensacola Ice Pilots. Nachdem im Folgejahr die Play-offs erstmals nicht erreicht wurden, wurde der bisherige Cheftrainer Terry Christensen durch Jeff Brubaker ersetzt. Als auch dieser mit dem Team die Endrunde verpasste, wurde Brubaker nach einem Jahr durch seinen Vorgänger abgelöst. Auch in den letzten zwei Spieljahren des Franchises wurde der Einzug in die Play-offs verfehlt. Kurz darauf wurde das Franchise aufgelöst und nach Macon, Georgia, umgesiedelt. Als Nachfolgeteam entstanden dort die Macon Whoopee.

## Team-Rekorde

### Karriererekorde
Spiele: 273  Matt Osiecki
Tore: 106  Cal Ingraham
Assists: 150  Greg Geldart und  Cal Ingraham
Punkte: 256  Cal Ingraham
Strafminuten: 795  Louis Bedard

## Ehemalige Spieler
- / Christian Bronsard
- Alexander Fomitschow
- Ben Guité
- Michael Henrich
- Rodrigo Laviņš
- Danny Lorenz
- Jeff McLean
- Mikhail Nemirovsky
- Ron Pasco
- Todd Reirden
- Michael Ryder
- Maxim Spiridonow
- Mark Streit